# 왕위안
왕원(중국어: 王源, 병음: Wáng Yuán, 한자음: 왕원, 영어: Roy Wang 로이 왕[*], 2000년 11월 8일 ~ )은 중화인민공화국의 가수, 배우이자 유니세프 청년 교육대사이다.

## 생애
본적이 중국 산시성인 왕원 왕위엔은 2000년 11월 8일에 중국 충칭시의 한 평범한 집안에서 태어났다. 부모님은 모두 자동차와 관련된 일을 하셨는데 아버지는 항상 바빠서 대부분 어머니가 왕원을 돌봤다. 성장 과정에서 어머니는 왕원에게 스트레스를 주지 않았고 왕원의 선택에 충분한 이해를 해 주셨다. 2011년에 왕원은 우연히 싈다이펑쥔(时代峰峻) 기획사의 광고전단을 받아서 그 회사에 들어가 연습생이 되었다.
연습생이 된 후에 왕원은 노래를 리메이크하기도 하였고 기획사가 제작한 예능 프로그램에서 MC도 하였다. 이런 활동을 통해서 왕원이 인터넷에서 인기를 얻기 시작하였다. 2013년 8월 6일에 왕원은 TFBOYS멤버로 데뷔하였다. 2015년에 왕원은 자신의 15살 생일파티 현장에서 자기의 첫 자작곡 ‘널만났기에(因为遇见你)’를 공연하였다. 2016년에 이 노래가 ‘2016년 아시아신가방(亚洲新歌榜) 올해의 10대 인기곡’로 선정되었고, 왕원은 이 노래 덕분에 ‘제9회성시지존음악방(城市至尊音乐榜) 올해의 청취자들이 가장 좋아하는 신인상’을 받았다. 2017년 10월 25일 왕원이 자작곡 '17'을 발표하자마자 ‘아시아신가방(亚洲新歌榜) 1위에 올랐다.
2016년에 왕원은 MC로 프로그램 <왕패대왕패2>에 참여하여 뛰어난 예능감을 보여주었다. 이 프로그램이 전국 시청률 1위에 올랐다. 그 후에 왕원은 예능 프로그램들이 가장 초청하고 싶은 아이돌이 되었다. 2016년과 2017년에 왕원이 두 번씩이나 중국에서 가장 중요한 무대인 춘절연합만회(春节联欢晚会)에 올라 중국 국민의 환영을 받았다.
2015년에 왕원이 중국 최초로 웨이보(중국에서 가장 큰 소셜네트워크) 팔로우 수가 천만을 넘은 10대가 되었다. 2016년 9월에 발표한 ‘웨이보 스타 화이트 페이퍼’에 따르면 왕원이 2015년, 2016년의 최고 인기상을 받았다. 2017년에 ‘2017 웨이보 영화의 밤’에서 왕원이 최고 인기상을 받았다. 지금은 왕원의 웨이보 팔로우 수가 3000만을 넘었다.
2016년 왕원이 <패션cosmo>（코스모폴리탄 중국판) 커버에 올랐고 48초만에 71319권이 매진되는 기록을 새웠다.
2016년 5월에 왕원은 '충칭시 관광공익대사'가 되었다. 2017년 1월에 중국청년대표로 2017년 유엔 경제 및 사회 이사회 청년포럼에 참석하여 영어로 연설을 하였다. 왕원은 최초로 유엔 청년포럼의 요청을 받은 중국 연예인이다. 또한, 4월에 유엔은 왕원에게 ‘비전2030 우수창도자’를 수여하였다. 6월에 왕원은 "유니세프 청년교육대사"에 취임하였다. 11월에 왕원은 타임지가 선정한 가장 영향력 있는 10대 중 한 명이다.

### 데뷔 전
2011년 말에, 왕위엔은 시대봉준 엔터테인먼트 아래의 TF가족 연습생이 되었다. 2012년 3월에, 왕위엔이 'TF가족 면대면', 'TF가족 뉴스 방송' 등의 기획사 제작한 예능 프로그램들을 녹화하기 시작했다. 7월 15일에, 왕위엔은 다른 연습생과 같이 '하나는 여름처럼 하나는 가을처럼(一个像夏天一个像秋天)'을 리메이크하고 인터넷에 올렸느데, 9월까지 조회수가 500만을 넘었다. 2013년 2월부터 왕위엔은 기획사가 제작한 프로그램 'TF가족 기자 회견'의 MC를 담당하였고 'TF가족 뉴스 방송'의 임시 MC를 담당하였다. 2013년 2월, 왕위엔이 기획사가 제작한 프로그램인 '위엔라이저양장(源来这样讲)'라는 토크쇼의 MC를 담당하였다. 2013년 4월 1일에 왕위엔이 리메이크한 ‘당애이성왕사(当爱已成往事)’의 조회수가 40만을 넘었다. 가수 오월천의 아신(阿信), 가수 류뤄잉(刘若英)은 5월 31일에 왕위엔이 아싱의 곡을 리메이크한 '양파(洋葱)'를 자신의 웨이보에 공유했고 조회수가 3000만을 넘었다. 그리고 6월4일에 대만 중천(中天)뉴스가 왕위엔에 대해 보도하였다. 왕위엔은 인터넷을 통해 인기를 얻기 시작하였고 그 후에 성공적으로 주류 연예계에 진입하여 인기 아이돌이 되었다.

### 개인 활동
데뷔 후에 왕위엔은 그룹 활동을 하는 동시에 개인 활동도 하고 있다. 2017년에는 왕위엔의 개인 스튜디오가 설립되었다.
2015년 4월, 15살의 왕위엔은 궈징밍(郭敬明) 감독이 연출한 중국 최초의 CG영화 <작적>에 출연하였다. CG영화를 촬영할 때 실물이 없기 때문에 배우의 높은 연기력이 요구된다. 왕위엔은 영화를 처음 도전했으나, 궈징밍 감독에게서 높은 평가를 받았다. 그리고 도경(陶经)은 왕위엔이 영화에서 했던 대사를 듣고 나서 "얘는 앞으로 꼭 훌륭한 배우가 될거야. 지금 왕위엔이 가진 대사 실력이 이미 국내 다른 배우보다 좋거든. 얘가 정말 내실이있어. 훌륭한 배우의 자질을 가지고 있어"라고 높게 평가하였다. 2016년 9월에 영화가 개봉한 이후 왕위엔은 뛰어난 연기로 수없는 칭찬을 받았다.
9월, 왕위엔은 '주선(诛仙)'라는 소설을 각색하여 만든 드라마 '청운지(青云志)'에 출연하여 남자 주인공의 어린 시절 역을 맡았다. 촬영이 끝난 후에 '청운지(青云志)'의 총책임자 및 박옥란상(白玉兰奖)의 심사위원인 강뢰(姜磊)는 "내가 드라마와 관련된 일을 한 지 이미 13년이 되었는데, 이 13년 동안 왕위엔이 내가 만났던 두 번째로 선천적 연기력을 가진 배우야'라고 높게 평가하였다.
11월 8일에 왕위엔은 자신의 15살 생일파티 현장에서 자기의 첫 자작곡 ‘因为遇见你’를 공연하였다. 팬들에게 고마움을 전하고 싶어서 이 노래를 만들었다. 2016년에 이 노래가 ‘2016년 아시아신곡차트(亚洲新歌榜) 올해의 10대 인기곡’으로 선정되었고, 왕위엔이 이 노래 덕분에 ‘제9회성시지존음악방(城市至尊音乐榜) 올해의 청취자들이 가장 좋아하는 신인상’을 받았다.
2016년 왕위엔이 <패션cosmo>（코스모폴리탄 중국판) 커버에 실렸고 48초만에 71319권이 매진되는 기록을 새웠다. 그 후에 각종 패션 잡지에 실리기 시작하였다. 2016년 8월에 왕위엔은 메이파이(美拍)라는 생방송앱을 통해 먹방을 하였다. 10월에 왕위엔은 충칭시 남개중학교(南开中学) 80주년 개교 기념 축제에서 자신이 작곡한 '가장 아름다운 시간(最美的时光)'을 공연하여 모교에 대한 사랑을 전했다. 11월 8일 왕위엔은 자신의 16살 생일 파티에서 ‘성장 후의 세계(长大以后的世界)’를 처음으로 공연하였다. 이 노래는 왕위엔이 가장 좋아하는 가수 린쥔지에(林俊杰)이 왕위엔을 위해 쓴 것이다. 뛰어난 예능감 덕분에 왕위엔은 12월에 절강tv <왕패대왕패2>의 MC로 뽑혔다. 이 프로그램은 몇 번이나 전국 시청률 1위에 올랐다. 이 프로그램을 녹화할 때 많은 게스트에게서 칭찬을 받았다. 2016년 말에 왕위엔은 연예인 및 우수한 10대 대표로 공청단 중앙(the Communist Youth League of China)이 만든 가장 오래된 잡중국청년(中国青年)에 실렸다.
2017년 4월에 왕위엔은 인민일보(人民日报) 소속의 중국 국내에서 발행량이 가장 많은 잡지환구인물(环球人物)의 인터뷰를 받았고 인터뷰 내용이 5⦁4청년절 특별호에 실렸다. 2017년 5월 4일에 왕위안은 인민대회당(人民大会堂)에서 공청단이 주최한 5⦁4좌담회에 참석하여 '5⦁4우수 청년'의 칭호를 받았다. 8월 1일에 왕위엔은 인민일보출판사 소속의 ‘당대사기(當代史記)’고 인물(人物)잡지의 8월호 커버를 장식했다. 그리고 약 2만 5천 자의 단독 인터뷰가 실렸다. 9월에 왕위엔이 동방위성 TV의 리얼리티 쇼 <청춘여광(青春旅馆)>의 고정 게스트가 되었다. 10월 25일에 왕위엔이 자작곡 '17'을 발표하자마자 ‘아시아신곡차트(亚洲新歌榜) 1위에 올랐다. 11월 6일에 왕위엔은 자기의ㅣ 첫 영어 노래 'sleep'를 발표하였다.

### TFBOYS 그룹(티에프보이즈)
그룹 TFBOYS는 2013년 8월6일에 공식 홍보영상 '십년'을 발표하며 데뷔하였다. 10월에 중국 충칭시 중구 일월광쇼핑센터에서 처음으로 공연을 하였다.
그 후에 TFBOYS는 'heart 꿈⦁출발(Heart梦⦁出发)', '마법성보(魔法城堡)', '청춘수련수책(青春修炼手册)', '대몽상가(大梦想家)'등을 발표하였고 팬들에게서 많은 사랑을 받을 뿐만 아니라 단기간에 중국에서 인기가 가장 많은 그룹이 되었다.
여러 곡 중에 '청춘수련수책(青春修炼手册)'이 사람들에게 널리 알져지는 히트곡이 되었다. TFBOYS는 대단한 인기와 우수한 실력 때문에 발표한 노래들이 항상 각 음악 차트 1위를 자치하고 몇 년 동안 뮤직 시상식들에서 연속적으로 '베스트 그룹', '인기 그룹상' 등의 상을 석권하였다. TFBOYS는 호남TV(湖南卫视), 강소TV(江苏卫视), CCTV(중국 중앙방송국) 등의 명절특집방송에 자주 나왔다. 또한 두번이나 춘절연합만회(CCTV에서 방영하는 음력설날 특별 방송)에서 나왔다.

## 봉사활동
16년5월18일에 충칭시 홍보부, 관광국, 남안구 인민정부에서 주최한 '교양 있게 관광하는 것은 우리 모두의 책임이다(文明旅游 人人有责)' 캠페인에서 왕위엔은 '충칭시 공익관광대사'를 담당하였다.
12월15일에 왕위엔은 10대 대표로 유엔 주재 중국 사무소(United Nations Office at China)에서 '청소년 비전 2030' 회의에 참석하였고 청소년의 발전을 위해서 조력하였다.
2017년1월31일에 유엔의 초정을 받은 왕위엣은 중국 청년대표로 미국 뉴욕 유엔본부에서 경제사회이사회(Economic and Social Council-ECOSOC)가 주최한 '2017년 청년 포럼'에 참석하였고, 유엔의 지속 가능한 발전 목표(Sustainable Development Goals) 중의 '양질 교육'에 대해서 영어로 연설하였다.
3월12일, 왕위엔은 공산주의청년단 중앙학교부(Central School Department of the Communist Youth League), 웨이보 스쿨(微博校园), 웨이공이(微公益)가 공동 주최한 '제7회 전국 대학생 식물 키우기' 캠페인에서 공익대사를 담당하였다.
4월12일에 유엔은 왕위엔에게 '비전 2030 우수 창도자' 칭호를 수여하였다. 그리고 그 날에 왕위엔은 유니세프(UNICEF) 청년교육대사로 취임하였다.
4월19일에 왕위엔은 중국장애인복리기금(China Welfare Fund for the Handicapped), 중국장애인협회(Chinese disabled people association), 가수 손남(孙楠)이 공동 주최한 '집선부빈건강행(集善扶贫健康行)-손남·미래 리모델링' 특별 기금 실시 브리핑에서 '스쿨 사랑 홍보대사'라는 칭호를 받았으며, 손남과 같이 캠페인 주제곡 '사랑하는 아이(亲爱的孩子)'를 불렀다.
7월12에 왕위엔은 유니세프(UNICEF) 청년교육대사로 '2017 새 시골 학교 총장 포럼(新乡村校长论坛)'에 참석하였다. 포럼에서 공개 강연을 하였으며 시골 교육에 기여해야 하는 것을 호소하였다.
8월20일에 왕위엔은 닝샤후이족 자치구에 가서 봉사활동 '한홍애심백인원닝(韩红爱心百人援宁)'에 참가하였다.
9월4일에 왕위엔은 유니세프 청년교육대사로 유니세프와 중국 정부가 광시좡족 자치구에서 공동 운영하는 '학생 배려형 학교(爱生学校)' 프로젝트에 참여하였고 교육대사의 직책을 적극적으로 이행하였다.
10월에 왕위엔은 공익기금 '웬기금(Yuan Foundation)'을 성립하였고 첫 프로젝트가 이미 실시되었다. 첫 프로젝트는 티베트의 백내장 환자 200명의 수술을 지원해 준 것이다.

## 개인 수상
| 수상 연도 | 수상 내역                                                                  |
| 2016      | ‘제9회 성시지존음악방(城市至尊音乐榜) 올해의 청취자들이 가장 좋아하는 신인 |
| 2016      | ‘웨이보스타백서’에서2015년, 2016년의 최고 인기상을 받았다                  |
| 2016      | 2016년 아시아신곡차트(亚洲新歌榜) 올해의 10대 인기곡 ((因为遇见你))        |
| 2017      | ‘2017웨이보 영화의 밤’ 최고 인기상                                         |

## 개인 음반 활동
| 날짜           | 노래명                            | 비고 |
| 2016년1월13일  | (因为遇见你)                      | 2015년11월8일에 왕위엔은 자신의 15살 생일파티 현장에서 자기의 첫 자작곡을 시도한 곡인 ‘(因为遇见你)’ 공연하였다. |
| 2016년10월7일  | 가장 아름다운 시간(最美的时光)    | 왕위엔이 충칭시 난카이중학교(南开中学) 80주년 개교 기념 파티에서 자신이 작곡한 ‘가장 아름다운 세월(最美的时光)’을 공연하여 모교에 대한 사랑을 전했다.                                                                 |
| 2016년11월4일  | 성장후의 세계(长大以后的世界)     | 자신의 16살 생일파티에서 ‘성장 후의 세계(长大以后的世界)’를 청음으로 공연하였다. 이 노래는 왕위엔이 가장 좋아하는 가수 린쥔지에(林俊杰)이 왕위엔을 위해 쓴 것이다.                                                    |
| 2017년2월8일   | 왕패대왕패(王牌对王牌)            | 예능 ‘왕패대왕패2’의 주제곡 |
| 2017년4월24일  | 사랑하는 아이(亲爱的孩子)         | 중국장애인복리기금(China Welfare Fund for the Handicapped), 중국장애인협회(Chinese disabled people association), 가수 손남(孙楠)이 공동 주최한 '집선부빈건강행(集善扶贫健康行)-손남·미래 리모델링' 특별 기금의 주제곡 |
| 2017년7월8일   | 햇빛이 녹슬지 않을 거야(阳光不锈) | 왕위엔이 작곡에 참여함. <우리의 소년시대> OST |
| 2017년10월     | 17                                | 자작곡 |
| 2017년11월6일  | sleep                             | |
| 2017년11월20일 | 자랑스러움(骄傲)                  | |

## 영화
| 개봉일        | 영화명      | 장르                    | 역할                   | 감동           |
| 2016년9월30일 | 작적 (爵迹) | 중국 국내 최초의 CG영화 | 창바이 소년 (苍白少年) | 궈징밍(郭敬明) |

## 드라마
| 날짜          | 드라마명                        | 역할                | 비고                                         |
| 2014년2월14일 | 남생학원자습실(男生学院自习室)  | 마쓰위엔(马思远)    | 기획사 제작한 웹 드라마                      |
| 2015년9월24일 | 청운지(青云志)                  | 소년 장소범(张小凡) | ‘주선(诛仙)’라는 소설을 각색하여 만든 드라마 |
| 2015년        | 소별리(小别离)                  | 왕쥔(王峻)          | 특별 출연                                    |
| 2016년3월     | 파인딩소울(超少年密码)          | 쉐이위(隋玉) 002    | 주연                                         |
| 2017년7월9일  | 우리의 소년시절(我们的少年时代) | 반샤오송(班小松)    | 주연                                         |

## 예능 프로그램너
| 날짜             | 예능명                                            | 비고                     |
| 2013년11월       | TF소년GO(TF少年GO!) 시즌1                         | MC                       |
| 2014년5월31일    | 쾌락대본영(快乐大本营)                            |                          |
| 2014년9월        | 《TFBOYS偶像手记》                                |                          |
| 201년9월13일     | 연대수(年代秀)                                    |                          |
| 2014년10월       | TF소년GO(TF少年GO!) 시즌2                         | MC                       |
| 2014년12월11일   | 천천향상(天天向上)                                |                          |
| 2015년1월24일    | 풍광적맥길(疯狂的麦咭) 시즌2                      |                          |
| 2015년3월        | TF소년GO(TF少年GO!) 시즌3                         | MC                       |
| 2015년3월22일    | 쾌락대본영(快乐大本营)                            |                          |
| 2015년7월22일    | 오락백분백(娱乐百分百)                            |                          |
| 2015년7월22일    | 강희래료(康熙来了)                                |                          |
| 2015년8월18일    | 도전불가능(挑战不可能)                            |                          |
| 2015년8월27일    | 가유소당가(加油小当家                             |                          |
| 2015년9월        | 전원가속중(全员加速中) 시즌1                      | 고정 게스트              |
| 2015년10월25일   | 풍광적맥길(疯狂的麦咭) 시즌3                      |                          |
| 2015년12월19일   | 최강대뇌(最强大脑) 시즌3                          |                          |
| 2016년2월24일    | 왕패대왕패(王牌对王牌) 시즌1 11회 영화‘작적’ 특집 |                          |
| 2016년10월1일    | 쾌락대본영(快乐大本营)                            |                          |
| 2016년12월       | 왕패대왕패(王牌对王牌) 시즌 2                     | MC                       |
| 2017년5월15일    | 낭독자(朗读者)                                    | <연금술사>를 낭독하였다. |
| 2017년6월3、10일 | 쾌락대본영(快乐大本营)                            |                          |
| 2017년9월        | 청춘여관(青春旅社)                                | 고정게스트               |
| 2017년11월       | 명성대탐정(明星大侦探)                            |                          |
| 2017년11월       | 복면가왕(蒙面唱将猜猜猜)                          |                          |
| 2018년1월        | 생활 가장자리(生命缘·生命的礼物)                  |                          |

## 잡지
| 날짜         | 잡지이름                                  | 형식                                                    | 특징                                                                                  |
| 2016년6월호  | <패션·COSMOPOLITAN> (코스모폴리탄 중국판) | 정간(正刊)커버/인터넷 개인 커버/포스터/내부 화보/인터뷰 | TOP5 패션 잡지의 표지인물이 된 최초의 10대 48초만에 71319권이 매진되는 기록을 새웠다. |
| 2017년초월호 | <중국청년>                                | 정간(正刊)/포스터/내부 화보/인터뷰                      | 최연소 표지 인물였다.                                                                 |
| 2017년5월호  | <환구인물>                                | 인터뷰/내부 화보/포스터                                 | 최연소 응답자였다.                                                                    |
| 2017년6월호  | <BAZAAR MAN>                              | 정간(正刊)/포스터/내부 화보/인터뷰                      |                                                                                       |
| 2017년7월호  | <패션건강(时尚健康)>                      | 17주년 발간호 커버/내부 화보/인터뷰/포스터              | 최연소 표지 인물였다.                                                                 |
| 2017년8월호  | <인물>                                    | 독점 사인 커버/내부 화보/인터뷰/포스터                  | 최연소 표지 인물였다.                                                                 |
| 2017년8월호  | <주말화보> (Modern Weekly)                | 커버/내부 화보/인터뷰/포스터                            |                                                                                       |
| 2017년10월호 | <마담 피가로> (Madame Figaro)             | 커버/내부 화보/인터뷰/포스터                            | 10월호의 터블 커버                                                                    |
| 2017년12월호 | <하퍼스 바자 코리아> (Harper's BAZAAR)    | 커버/내부 화보/인터뷰/포스터                            | 12월호의 터블 커버                                                                    |

## 인터뷰
| 날짜          | 적요                                                                         | 장소                                                  | 플랫폼                                      |
| 2016년2월15일 | 성공하는 길은 외로우니까 끊임없는 노력이 필요하다.                           | 프로그램 <One On One>                                 | CCTV13(중국중앙방송국 신문 채널)            |
| 2016년8월31일 | 더 열심히 할수록 더 많은 행운이 따르곤 한다.                                 | 충칭 난카이 중등학교                                  | 충칭 난카이 중학교 신문사                   |
| 2017년2월2일  | 뉴욕행에 대한 느낌을 말했다.                                                 | 뉴욕 유엔 청년 포럼                                   | Sinovision(美國中文網)                      |
| 2017년2월2일  | 특별 인터뷰                                                                  | 유엔 라디오 방송국                                    | UN News                                     |
| 2017년2월2일  | 뉴욕 유엔 청년 포럼에 참석 감상과 양질 교육에 대한 견해에 대해 이야기하였다. | 뉴욕 유엔 청년 포럼                                   | 僑報(미국에서 영향력이 가장 큰 중국어 신문) |
| 2017년2월4일  | 가장 진실한 소년 아이돌을 보여준다.                                          | 뉴욕 유엔 청년 포럼                                   | 북미 유학생 일보                            |
| 2017년4월11일 | 아이돌의 의미는 자신의 영양력을 통해서 더 많은 사람들을 도와주는 것이다.     | 유엔2017#2030 상상하자# 폐막식                        | 넷이즈(网易)직방                            |
| 2017년4월14일 | 10년 후에 자신의 힘으로 더 많은 사람들에게 도움이 되었으면 좋겠다.           | CGTN‘세계 책의 날(world book day)’ 쾌문쾌답(快问快答) | 미아오파이                                  |
| 2017년4월20일 | 자신의 영향력으로 더 많은 가난한 아이들에게 도움이 되었으면 좋겠다.          | 뉴욕 유엔 청년 포럼                                   | GTNAMERICA                                  |
| 2017년4월27일 | 영화,음악 혹은 음식,굴착기?                                                  | <환구인물> 잡지                                       | 위챗 공식 계정                              |
| 2017년5월3일  | 유엔 우수 창도자로서 청년의 꿈과 책임을 이야기한다.                          | 인민일보 (People's Daily)                             | 영시차(零时差) 스튜디오                     |
| 2017년5월4일  | 고독이 강자의 훈장이다. 자아 지키는 것이 16살 소년의 최고의 자세이다.        | <환구인물> 잡지                                       | 텐센트 동영상(QQ Live)                      |
| 2017년5월7일  | 인기가 없는 것을 걱정하지 않는다. 부끄러움 없이 살면 된다.                   | <환구인물> 잡지                                       | 텐센트 동영상(QQ Live)                      |
| 2017년5월9일  | 함께 가장 좋은 자신이 된다.                                                  | 쉐시공작실                                            | 미아오파이                                  |
| 2017년6월28일 | 유엔교육대사에 취임하였다.                                                   | 유니세프                                              | 미아오파이                                  |